# Palazzo Berti
Palazzo Berti, conosciuto anche come palazzo Marcucci, è un edificio situato nel centro storico di Grosseto, in Toscana.
Il palazzo si trova lungo il lato occidentale di corso Carducci, la principale via del centro storico, all'angolo con via Bertani nel punto in cui si apre piazza Socci. Dirimpetto all'edificio sono situati il palazzo Cappelli e la chiesa di San Pietro.

## Storia
Il palazzo fu costruito in seguito ad un'opera di riqualificazione urbana su disegno di Giuseppe Luciani, ingegnere capo del Comune, che aveva realizzato l'antistante piazza Socci. Lo stesso ingegnere, esponente della scuola architettonica locale nell'ambito dell'accademismo storicista, realizzò il progetto del palazzo da costruirsi in luogo di vecchie strutture settecentesche. L'edificio fu terminato nel 1894.
Già proprietà Berti, fu poi di Enrico Marcucci e Annina Bernieri che vi realizzarono il Caffè Greco, i cui interni erano decorati in stile liberty. Ritrovo di anarchici e socialisti, fu bruciato dai fascisti nel 1921. Dopo la guerra l'edificio passò alla famiglia Martinelli.
Il palazzo è stato restaurato nel 2022.

## Descrizione
Palazzo Berti si articola su quattro livelli, affacciandosi col suo prospetto principale lungo il corso e con la sua facciata laterale sinistra lungo un vicolo che vi si immette. Si presenta pregevolmente decorato, col pian terreno completamente rivestito in bugnato.